# Quận Wabasha, Minnesota
Quận Wabasha là một quận thuộc tiểu bang Minnesota, Hoa Kỳ.
Quận này được đặt tên theo 3 tù trưởng da đỏ của Mississippi Dakota. Theo điều tra dân số của Cục điều tra dân số Hoa Kỳ năm 2000, quận có dân số 21.610 người. Quận lỵ đóng ở Wabasha6. Quận được thành lập năm 1849

## Địa lý
Theo Cục điều tra dân số Hoa Kỳ, quận có diện tích 1424 km2, trong đó có 64 km2 là diện tích mặt nước.

### Các xa lộ chính
| - U.S. Highway 61 - U.S. Highway 63 - Minnesota State Highway 42 | - Minnesota State Highway 60 - Minnesota State Highway 74 - Minnesota State Highway 247 |

### Quận giáp ranh
- Quận Pepin, Wisconsin (đông bắc)
- Quận Buffalo, Wisconsin (đông)
- Quận Winona (đông nam)
- Quận Olmsted (nam)
- Quận Goodhue (tây, tây bắc)

## Thông tin nhân khẩu

Tháp tuổi theo điều tra dân số năm 2000.

Theo điều tra dân số 2 năm 2000, quận đã có dân số 21.610 người, 8.277 hộ gia đình, và 5.876 gia đình sống trong quận hạt. Mật độ dân số là 41 người trên một dặm vuông (16/km ²). Có 9.066 đơn vị nhà ở với mật độ trung bình là 17 trên một dặm vuông (7/km ²). Các trang điểm chủng tộc của quận đã được 97,97% người da trắng, 0,25% da đen hay Mỹ gốc Phi, 0,27% người Mỹ bản xứ, 0,43% ở châu Á, 0,62% từ các chủng tộc khác, và 0,45% từ hai hoặc nhiều chủng tộc. 1,68% dân số là người Hispanic hay Latino thuộc một chủng tộc nào. 53,3% là gốc Đức, gốc Na Uy 11,1%, gốc Ailen 7,3% và 5,0% gốc Mỹ theo điều tra dân số năm 2000.
Có 8.277 hộ, trong đó 33,80% có trẻ em dưới 18 tuổi sống chung với họ, 60,80% là đôi vợ chồng sống với nhau, 6,50% có một chủ hộ nữ và không có chồng, và 29,00% là các gia đình không. 24,30% hộ gia đình đã được tạo ra từ các cá nhân và 10,80% có người sống một mình 65 tuổi hoặc lớn tuổi hơn là người. Cỡ hộ trung bình là 2,57 và cỡ gia đình trung bình là 3,07.
Cơ cấu độ tuổi dân cư quận đã được trải ra với 27,10% dưới độ tuổi 18, 7,20% 18-24, 27,00% 25-44, 23,80% từ 45 đến 64, và 15,00% từ 65 tuổi trở lên người. Độ tuổi trung bình là 38 năm. Đối với mỗi 100 nữ có 100,00 nam giới. Đối với mỗi 100 nữ 18 tuổi trở lên, đã có 97,90 nam giới.
Thu nhập trung bình cho một hộ gia đình trong quận đạt 42.117 USD, và thu nhập trung bình cho một gia đình là 50.480 USD. Phái nam có thu nhập trung bình $ 33.053 so với 24.316 USD của phái nữ. Thu nhập bình quân đầu người của quận là 19.664 USD. Có 4,10% gia đình và 6,00% dân số sống dưới mức nghèo khổ, trong đó có 6,00% những người dưới 18 tuổi và 9,30% của những người 65 tuổi hoặc hơn.